# 入船扇蔵
入船亭 扇蔵（いりふねてい せんぞう）は、落語家の名跡。現在は入船亭扇蔵として名乗られる。
- 初代入船扇蔵 - 後∶二代目船遊亭扇橋
- 二代目入船扇蔵 - 後∶三代目船遊亭扇橋
- 三代目入船扇蔵 - 後∶三代目立川談志
- この間に数名いた模様。錯綜していてつまびらかならず。
- 入船扇蔵 - 当該項目で記述